# Avidemux
Avidemux es una aplicación libre diseñada para la edición y procesado de vídeo multipropósito. Está escrita en C/C++, y utiliza las bibliotecas gráficas GTK+ y Qt, por lo tanto es un programa de procesado de vídeo universal, verdaderamente independiente de la plataforma. Está disponible para la práctica totalidad de distribuciones GNU/Linux que sean capaces de compilar C/C++, GTK+/Qt y el motor de scripts de ECMAScript SpiderMonkey. También hay disponible una versión para Windows, como también adaptaciones y paquetes para Mac OS X, FreeBSD, NetBSD y OpenBSD. Avidemux ha sido ejecutado satisfactoriamente bajo Solaris, aunque solo existen para ello paquetes o binarios no oficiales. Avidemux puede ejecutarse en sistemas operativos de 64 bits que no estén basados en Windows o Macintosh.
Avidemux es un proyecto abierto, muchas sugerencias de usuarios han sido puestas en práctica.

## Características
La interfaz de usuario directa está diseñada para conveniencia y velocidad con operaciones simples. Entre las características se incluyen cortado WYSIWYG, adición, filtros y recodificación entre varios formatos. Algunos de los filtros fueron portados de MPlayer y Avisynth.
Avidemux también puede multiplexar y desmultiplexar corrientes de audio dentro y fuera de ficheros de vídeo, en cualquier formato a través de recodificación o usando un modo de copia directa.
Una parte integral e importante del diseño del programa es su «sistema de proyecto», que usa el motor de scripting ECMAScript SpiderMonkey. En un fichero de proyecto, se pueden guardar proyectos enteros con todas sus opciones, configuraciones, selecciones y preferencias. Al igual que las capacidades de scripting del vcf de VirtualDub, Avidemux tiene avanzados scripts disponibles, tanto en su interfaz gráfica de usuario como en las interfaces de línea de comandos. También es compatible con sistemas que no sean proyectos igual que VirtualDub, donde simplemente se pueden crear todas las configuraciones y guardar el video directamente sin hacer un fichero de proyecto. También está disponible un sistema de cola de proyectos.
Avidemux tiene incorporado un procesamiento de subtítulos, tanto para Reconocimiento óptico de caracteres (OCR) como para formatos de subtítulos suaves (VobSub sub, ass y srt) y varias capacidades de subtítulos duros VobSub. A pesar de ser principalmente un programa gráfico Avidemux también puede ejecutarse mediante la línea de comandos lo que permite que pueda ser usado para procesamiento por lotes y depuración.

### Ejecución multihilo
La ejecución  multihilo, ha sido implementada en las siguientes áreas de Avidemux (algunas parcialmente a través de libavcodec):
- Codificación
  - H.264 (usando x264)
  - MPEG-1, MPEG-2 (usando libavcodec)
  - MPEG-4 (SP/ASP, usando libavcodec MPEG-4 o Xvid)
    - Xvid requiere la última versión del CVS
- Decodificación
  - MPEG-1, MPEG-2 (using libavcodec)
  - MPEG-4 (SP/ASP, usando libavcodec)

### Formatos de entrada compatibles

#### Formatos de archivo
- AVI, OpenDML
- ASF
- Flash Video
- Imágenes: (BMP, JPEG, PNG)
- Matroska
- MPEG PS, TS
- NuppelVideo (enlace roto disponible en Internet Archive; véase el historial, la primera versión y la última).
- OGM
- QuickTime, MP4, 3GPP

#### Formatos de vídeo
- Cinepak (solo en la última rama de desarrollo)
- DV
- FFV1
- H.263
- H.264
- HuffYUV
- MPEG-1, MPEG-2
- MPEG-4 Parte 2 (Codecs compatibles FourCCs: DIVX, DX50, XVID, FMP4, M4S2)
- MJPEG
- MSMPEG-4 v. 2 (FourCC DIV3)
- RGB
- SVQ3
- VP3
- VP6F (a través de libavcodec)
- WMV 2

#### Formatos de audio
- AAC
- AC3
- MP3, MP2
- Ogg Vorbis
- WAV PCM
- WAV LPCM
- WMA

### Formatos de salida compatibles

#### Formatos de archivo
- AVI (single or dual audio tracks)
- Flash Video
- Images (BMP, JPEG)
- MP4
- MPEG (VCD/SVCD/DVD compatibles y separados)
- OGM

#### Formatos de vídeo (Codecs)
- FFV1
- H.263
- H.264 (using x264)
- HuffYUV
- MPEG-1, MPEG-2
- MPEG-4 (SP/ASP, usando FFmpeg MPEG-4 o XviD)
- MJPEG
- Snow

#### Formatos de audio (Codecs)
- AAC
- AC3
- MP3, MP2
- Ogg Vorbis
- WAV PCM
- WAV LPCM

## Créditos e información
Avidemux se escribió desde el principio, desde cero, pero se le ha añadido posteriormente código adicional de FFmpeg, MPlayer, Transcode, Avisynth, DVD2AVI y otros proyectos. Avidemux es un programa completamente autónomo que no requiere que ningún otro programa lea, descifre, o codifique por él. Por ejemplo la biblioteca empotrada libavcodec del proyecto FFMPEG se usa para descifrar y codificar varios formatos de audio y de vídeo como MPEG-4 ASP.

## Comparación
Algunas personas ven a Avidemux como un VirtualDub (o VirtualDubMod) para GNU/Linux, y generalmente tiene la reputación, por usuarios de GNU/Linux y Windows indistintamente, de ser el programa más cercano a virtualdub disponible. Aunque Avidemux no hace todo lo que hace VirtualDub, también puede hacer cosas que virtualdub no hace. Avidemux es compatible con ficheros OGM y MP4 de forma nativa, con la entrada de lectura directa para varios tipos de archivos MPEG, y con varios otros formatos de vídeo y contenedores. Ofrece edición y requantization de MPEG. También tiene incorporado un control de subtítulos.
Avidemux primariamente usa su interfaz gráfica para realizar las tareas. Esto significa que es capaz de hacer varias cosas que los usuarios de interfaces no gráficas deben hacer mediante las herramientas en línea de comandos, como MEncoder o Transcode. En las versiones recientes, se ha implementado multi-threading para algunos de los códecs codificadores de vídeo.